# Nemo (Nightwish)
"Nemo" je singl finskog simfonijskog metal Nightwish s njihova albuma Once. Unatoč nagađanjima da pjesma "Nemo" ima neke veze s Disneyovim crtanim filmom U potrazi za Nemom, Tuomas Holopainen je izjavio da riječ 'nemo' na latinskom znači "nitko". "Nemo" je bio veoma uspješan singl pogotovo u SAD-u i Velikoj Britaniji. Za pjesmu je snimljen visokobudžetni glazbeni video.